# محوطه امان اله ۱
محوطه امان اله ۱ مربوط به دوره ساسانیان - سده‌های اولیه دوران‌های تاریخی پس از اسلام است و در شهرستان خرم‌آباد، بخش ویسیان، دهستان شوراب، روستای تل امان اله واقع شده و این اثر در تاریخ ۱۳ آبان ۱۳۸۶ با شمارهٔ ثبت ۱۹۸۰۷ به‌عنوان یکی از آثار ملی ایران به ثبت رسیده است.